# Барлоу, Скотт
Скотт Эй Барлоу (англ. Scott A. Barlow, 18 декабря 1992, Нью-Лондон, Коннектикут) — американский бейсболист, питчер клуба Главной лиги бейсбола «Канзас-Сити Роялс».

## Карьера
Скотт Барлоу родился 18 декабря 1992 года в Нью-Лондоне. Позднее он с семьёй переехал в Калифорнию. В 2011 году Скотт окончил старшую школу Голден-Вэлли в Санта-Кларите. В том же году на драфте Главной лиги бейсбола он был выбран клубом Лос-Анджелес Доджерс в шестом раунде. Барлоу подписал профессиональный контракт, отказавшись от спортивной стипендии в Университете штата Калифорния в Фресно.
Выступления в системе клуба он начал в Аризонской лиге для новичков, рассматривался как один из самых перспективных молодых игроков «Доджерс». Весной 2012 года Скотт начал ощущать боли в локте, затем перенёс операцию по восстановлению связок. Сезон он пропустил полностью. На поле Барлоу вернулся в 2013 году, проведя пятнадцать игр в качестве стартового питчера «Огден Рэпторз» в Лиге пионеров. В следующем сезоне он выступал за «Грейт-Лейкс Лунс», одержав в составе команды шесть побед в двадцати одном старте.
В 2015 году Скотт сыграл стартовым питчером в тринадцати матчах за «Ранчо-Кукамонга Куэйкс», выиграл восемь матчей при трёх поражениях с показателем пропускаемости 2,52. В следующем сезоне его перевели в команду АА-лиги «Талса Дриллерс». В её составе Барлоу провёл двадцать три старта, был включён в сборную всех звёзд Техасской лиги. В составе «Талсы» он начал чемпионат 2017 года, а затем был переведён в состав «Оклахомы-Сити Доджерс».
После завершения сезона 2017 года Скотт получил статус свободного агента. В декабре он подписал однолетний контракт с клубом «Канзас-Сити Роялс». 30 апреля 2018 года Барлоу дебютировал в Главной лиге бейсбола, но сыграл за «Роялс» всего в шести играх чемпионата, большую часть сезона проведя в ААА-лиге в составе «Омахи». В пятнадцати проведённых иннингах он сделал пятнадцать страйкаутов при трёх уоках, пропускаемость составила 3,60. В ноябре 2018 года Скотт вошёл в состав сборной звёзд МЛБ на серию выставочных игр в Японии.